# Chionoloma bombayense
Chionoloma bombayense là một loài Rêu trong họ Pottiaceae. Loài này được (Müll. Hal.) P. Sollman mô tả khoa học đầu tiên năm 2001.